# محاسبات
محاسبات یک واژه کلی است که به هر یک از انواع پردازش اطلاعات گفته می‌شود. این پردازش شامل پدیده‌هایی مانند فکر کردن انسان تا بسیاری از موارد دیگر می‌شود. محاسبات یک پروسه است که از یک مدل تعریف‌شده قبلی که می‌تواند توسط یک الگوریتم، پروتکل، همبندی شبکه و غیره بیان و فهمیده شود، تبعیت می‌کند.هم‌رسانی